# Jiwani
Jiwani é uma cidade portuária do Paquistão localizada no distrito de Gwadar, província de Baluchistão. Jiwani está situada no Mar da Arábia, próxima a fronteira iraniana e 80 km a oeste do porto de Gwadar.

## Demografia
- Homens: 7 612
- Mulheres: 6 178

(Censo 1998)